# TANK (台湾のシンガーソングライター)
TANK（1982年〈民国71年〉2月6日- ）は、台湾出身のシンガーソングライター。本名は呂建忠。2006年2月24日にデビューアルバム『FIGHTING! 生存之道』をリリース。血液型はB型。身長171cm。愛称は音乐小霸王、情歌王子、台湾のラブソングの王子、等。

## 来歴

### デビュー前
父は阿美族、母は卑南族。
彼が音楽に魅了されたのは、幼稚園の頃に教会の賛美歌に触れたことがきっかけだった。その後、教会に通ってギターを教わり、テレビやラジオで様々な音楽を聴くようになった。中学時代には、鼻歌を歌いながら自作曲を作るようになった。
経済的な困難から両親の喧嘩が絶えず、学費を貯めることで精一杯だった。中学生の頃から皿洗いやバーで歌う仕事をしていた。ギターを習いたいという夢もあったが、両親にギターを捨てられ、家出することもあった。
子供の頃にいじめを受け、多くの価値観が歪められたため、大人になったら出世して自分を証明したいと思っていた。
高校時代、同級生とロックバンドのリードボーカルを務め、メンバーからベースとドラムを習う。その後、独学でピアノを弾くようになる。楽しみと小遣い稼ぎを兼ねて、民謡屋で歌い始めた。
19歳で板橋、桃園、台北など各地の民歌レストランやパブで歌を歌い、月に約7万4000円～11万円の収入を得ていた。また、滾石可樂や163888.net中国語版でJienという名前でネット歌手としても活躍していた。
苦しい生活の中、民歌レストランで黄辛（ホアン・シン）と知り合ったことで状況は一変。黄辛は彼にデモテープの作り方を教え、彼の作品をレコード会社各社に送り続けた。後に2012年まで所属することになった華研唱片と契約するまでに300曲を越える作品を作った。
黄辛は彼と契約を結び、マネージャーを担当した。そして彼に音楽や制作、編曲の仕方を教えた。芸名をJienから零に変え、次々に曲を発表した。
2003年、K Oneのアルバム『We R K One』の「古老的証明」の作詞、作曲を手掛けた。
2004年、滾石可樂で活動していたDean(張承濬)とグループDEAN & JIENを結成。この時、芸名を零からJienに戻した。デビッド・タオのファンサイト"喆服"に曲を依頼され、彼はボーカル、ハーモニー、プロデューサーなどの音楽作業を担当した。
その後、華研の社長の目に留まった彼はスタッフ同士のカラオケ会と偽られ、カラオケボックスで歌唱力を試された。カラオケが好きだった彼は、そうとも知らずにテーブルに足を載せて熱唱した。華研の副会長の呂世玉が彼のカリスマ性を見出し、「この新人は絶対に必要だ」とその場で判断された。
すぐ正式に華研の歌手になり、芸名がJienからTANKに変更された 。
デビューアルバムをリリースする前に、周渝民やS.H.E、ウィルバー・パンなどの多くのアーティストの曲を作曲を手掛けた。
作曲、歌、パフォーマンスの才能から、デビッド・タオとジェイ・チョウに次ぐ大物と言われ、"音樂小霸王"と呼ばれるようになった。

### デビュー後（〜2012年）
2006年2月24日にデビューアルバム『FIGHTING! 生存之道』をリリース。
NCsoftからコンピュータ ゲームGuild Warsの主題歌の作曲を依頼され、アルバム内の「激戰」が主題歌になった。曲はアメリカ本社に送られ、社長や制作チームの審査・承認を経て、台湾・香港・マカオのテーマソングに選ばれた。
2007年1月19日、セカンドアルバム『延長比賽 Keep Fighting!!』をリリース。
アルバム内の「專屬天使」は、台湾版「花ざかりの君たちへ」のエンディングテーマに使用された。
遺伝性の先天性心疾患があり、2007年12月26日に心臓発作を起こし、痛みで声を出せずにソファに倒れているところを友人が見つけ、救急車で病院に搬送された。姉は2006年12月に心臓発作で睡眠中に亡くなり、叔母も数か月後に心臓発作で亡くなった。
2008年6月30日夜、酒を飲んだにもかかわらず車を運転。時速60キロのスピードを出して75歳の女性を車で跳ねて怪我をさせた。彼は止まって様子を見ることもなく、その場から逃走した。女性との和解は成立したが、本人からは事故の報告がなく、メディアの報道で事件を知った華研は、「契約解除の措置はとらないが、夜遊びと飲酒を固く禁じて反省を求めた」とコメントを出した。
2009年、心臓除細動器を埋め込む手術をした。
2009年3月27日、心臓病のリスクを抱える子どもを持つ家族を支援する慈善財団が主催する善的力量专户に参加した。彼自身も先天性心疾患を患っているため、自分の活動を通じて、助けを必要としている心疾患の子どもたちにもっと注目してほしいと語った。
2009年5月29日、サードアルバム『第三回合 The Three Round』をリリース。 
2年間蓄積された創作エネルギーで、10曲の新曲を書いただけでなく、アルバムの制作、ボーカル、ハーモニー、レコーディングをほぼ1人でこなした。。
台湾のキリスト教テレビ局のGOOD TV 好消息電視台にて、アルバム『第三回合』の紹介をすると共に、涙ながらにこれまでの苦悩や、姉の死について語った。
2012年5月、7年間続いた華研との契約を終了し、友人らと音楽スタジオを設立した。
2012年9月28日、2年間交際していた、モデルの郑智雅(MerMer)と結婚。妻へのラブソング「結婚吧」を作詞作曲した。結婚式はもともと2011年末に予定されていたが、2011年11月に娘が生まれたため延期された。

### 空白の4年間と復帰
2016年6月25日、西門町の路上で歌う姿が目撃され、7月にアルバム『起初』で7年ぶりに復帰した。
2016年、自身のFacebookでで、家族の死、心臓病、離婚、事故などに苦しんだ4年間を明かした。
姉がプロポーズされた日の夜に心臓発作で亡くなり、彼は姉よりも病状が悪いと医者に宣告されていた。心臓除細動器を埋め込んだにもかかわらず、医師からは「心臓の問題は解決しない」「大きな声で歌うのも危険だ」と言われ、思うように音楽活動ができないストレスや死の恐怖を酒にぶつけるようになった。
結婚後も酒やタバコをやめられず、健康管理もろくにしなかったため、体調を崩し、妻と度々喧嘩するようになり、2014年に離婚した。
彼にとってアルコールはストレスを抑える手段であり、ひどい時には、酔いつぶれるように飲んでいた。二日酔いで出勤し、仕事が終わって酔いがさめたらまた仲間と遊びに行くこともあった。
2013年、超級歌喉讚の収録中に極度の緊張で心拍が乱れ、除細動器が誤作動し、歌唱が2度中断。これがトラウマとなり、ステージに立つことを恐れるようになった。
ある時、酒を飲んだ後、帰宅する際にバランスを崩して道路脇のバイクに衝突した。痛みや傷がなかったため気に留めていなかった。しかし、2日後に頭がフラフラして痛くなり、吐き気を感じたため、病院に行ったところ、脳にたまっていた瘀血を繰り返し吐き続けるようになった。頭蓋内出血と診断され、集中治療室に運ばれた。医師はすでに、この病院で亡くなっても責任は取らないという手紙にサインしていた。手術をすれば多量出血で命を落とす可能性があり、医者も手術するかどうか迷う程、あまりにも危機的な状況だった。牧師が涙ながらに祈る姿を見て、そこで初めて事態の深刻さに気づき、自分が変わらなければならないことを痛感した。最終的に凝固剤を投与し、瘀血を固めた後に手術が行われた。無事成功し、約1週間後に退院することができた。
手術後、大きなガーゼを貼った自分の坊主頭を見て、酒をやめ、教会に戻って自分探しをしようと決意した。しかし、生活に対する希望を失い、ステージに復帰することを恐れていた。ステージに戻り始めたばかりの頃は、不安のあまりギターを置いたままステージから降りてしまったこともある。その時、神父が彼の心臓に手を当てて、ステージから降りないように祈ってくれたという。
繰り返し神父が彼の胸に手を当てて、恐怖に打ち勝つ強さを与え、彼は再びステージに立てるようになった。
飲酒も「3杯を2杯半に減らす」「毎日を2日に1回にする」など徐々に減らし、気を紛らわせる方法を見つけながら克服。家族やファンの支えの中で音楽活動を再開し、慈善活動にも力を入れるようになった。
離婚後、当時、娘の親権は妻が持ち、彼は月に一度は娘と会っていた。 娘が小学生になった頃、前妻と連絡を取り、親権は彼に譲られた。前妻との関係は良好であり、自身のInstagramには、娘の写真が度々投稿されている。
長年にわたる治療と療養を経て、次第に音楽活動の中心を慈善活動に移し、山でボランティアをしたり、教会で子供たちに楽器を教えたり、時には街頭で歌ったりしていた。 
「もう過去の重い秘密を背負いたくない、逃げたくないと思い、正直に話す決心をしました。過去の過ちを認め、人々の批判も受け入れる覚悟です。家に閉じこもり、ただひっそりと天の父だけに告白するのではなく、皆さんにもお伝えしたいのです。私はかつて、模範となるべき存在ではありませんでした。どうか私の過去を学ばないでください。向き合う決意をしたとき、主イエス・キリストの尊い血が私を清め、神の器として聖なる存在にしてくれると信じています。私は、全てを神に捧げる際に、苦悩や罪を抱えたままでありたくありません。」と語っている。
この復帰宣言は様々なメディアで取り上げられ、大きな話題となった。

### 2度目の復帰宣言
2022年5月25日、新曲「倔强的树」をリリースすることを発表したと同時に、自身の微博で再び復帰宣言をした。
 みなさんこんにちは、Tankこと呂建忠です。お久しぶりです。
『三国恋』、『千年泪』……みなさんがこれらの作品を愛してくださることで、かつての自分を思い出します。2003年に最初の歌を発表し、2005年に正式デビューしてから今まで、気づけば20年があっという間に過ぎました。人生も不惑の歳を迎え、新たな役割や守りたいものが増えました。
2007年末、遺伝性心疾患により、音楽活動を一時休止せざるを得ませんでした。手術で除細動器を埋め込むことには成功したものの、医師からはこれだけでは完全に解決しないと告げられ、大声で歌うことも危険だと言われ、大好きな舞台を離れることになりました。病気と向き合い、静かに過ごした日々の中で、娘の誕生は私にとって何よりも美しい贈り物となり、病気の再発に耐え、経済的な苦労をも前向きに乗り越える力をくれました。そして、それはまた、音楽創作を続ける原動力にもなりました。
かつてはさまざまな授賞式や何万人もの観客の前で光を浴びましたが、病によりどん底を経験し、人生の苦難も味わいました。だからこそ、命の中で最も純粋な理想を理解することができたのです。この数年、治療と休養を経て、音楽への思いは次第に公益活動に向けられるようになり、山奥でボランティアをしたり、子供たちに楽器を教えたり、時には街頭で歌うこともあります。音楽がある限り、どのような形でも私は幸せであり、意義あるものだと感じています。娘が生まれてから、人生はますます輝きを増しました。今では毎日娘の送り迎えをし、家で料理を作る日々です。家族との時間は人生をさらに大切に思わせてくれます。
暗闇や孤独、寒さを経験したからこそ、音楽と娘は常に私を慰め、勇気、希望の光を与えてくれます。私の物語をより多くの方と分かち合うため、新曲『倔强的树』が生まれました。
「果てしない暗い夜に泣き続けてこそ、私は再びこの勇気を持って幸せを探しに行ける。枯れかけたものが、またよみがえるように。」
この歌は、病と闘った日々を記録しただけでなく、生命への思いも込められています。どんなに人生が不安定でも、木のように根を張り、冬を越せば必ず春が訪れるのです。私にとって、娘こそが春そのものであり、彼女のために私は強くたくましい木になりたい。この曲が皆さんにも温かさや力を届け、私と同じように、困難に立ち向かう勇気をもたらしてくれることを願っています。

今後は、テンセント・ミュージックのアーティストとして新たな一歩を踏み出し、再び皆さんと出会っていきたいと思います。病との闘いは続きますが、娘と音楽の夢を胸に、強く歩んでいきたいと思います。

### 復帰後の活動
2018年12月7日、4枚目のアルバム『新計劃』をリリース。翌年3月8日には単独コンサートを開催した。コンサートの収益金は全額、台北原住民ケア協会に寄付され、台北で学ぶ原住民の子供たちの学費に充てられた。
2018年、ドラマ「愛情進化論」の主題歌、「我在呢」の作曲を担当し、YouTubeでの再生回数は1400万回再生を突破している。
2020年1月、映画『你的情歌』の主題歌、「你的情歌」を担当し、YouTubeでの再生回数は3000万回再生を突破している。KKBOXチャートで2週連続1位、10週連続トップ10入り、年間シングルチャートで8位を獲得した。
2021年4月27日、LINEの恋愛ドラマ「愛的奧特萊斯」の主題歌「電電的」と「寫給明天的情書」を担当し、そのうち「寫給明天的情書」はYouTubeやKKBOXで大ヒットし、様々なアーティストによるカバーバージョンも存在する。
2021年5月6日、EP『有聲查理』をリリース。
2021年6月16日、6月の始めに日本が無償でAZ製ワクチンを台湾に提供したことを受け、音楽を通して日本に感謝を表すとともに、日本と台湾のコロナが一日も早く収束するようにと祈りを込めて、日本人宣教師の丸山陽子と共同で「祈りはきかれる」（我的禱告你聽得到）を制作し、日本語バージョンと中国語バージョンを同時にリリースした。
2022年5月25日、6枚目のアルバム『倔强的树』をリリース。

## 作品

### アルバム
- FIGHTING! 生存之道 2006年2月24日
- FIGHTING! 生存之道(チャンピオン記念バリュー版) 2006年3月30日
- 延長比賽 Keep Fighting!! 2007年1月19日
- 延長比賽 Keep Fighting!! (バリュー版) 2007年2月14日
- 第三回合 The 3rd Round 2009年5月29日
- SV作品集 2012年6月9日
- 起初 2016年7月17日
- 新計劃 2018年12月7日
- 倔强的树 2022年12月10日
- 我不偉大，至少我能改變我。2024年7月30日

### シングル
- 如果我變成回憶 2009年5月29日
- 渺小的貴重 2018年10月18日
- 鹿鳴溪 2018年10月30日
- 无罪之罪 Innocent Sin 2019年4月30日
- 你的情歌 Your Love Song 2020年1月17日
- 你的降生 2020年12月22日
- 你的出現完整了我的世界 2020年12月22日
- 電電的 Electric Me! 2021年4月27日
- 寫給明天的情書 2021年5月4日
- 祈りは聴かれる 2021年6月16日
- 我的禱告你聽得到 2021年6月16日
- 原來你這麼好 2021年12月14日
- 欲擒故纵 2021年12月24日
- 冯京与马凉 2022年4月20日
- 三国恋2022 2022年5月17日
- 功夫少年 2022年6月29日
- 愛怎麽回不來 2022年7月15日
- 三国叹·鸿图天下 2022年7月22日
- 魔幻盛宴 2023年2月26日
- 月如歌 2023年10月13日
- 老友记 2023年11月28日
- 愛的首席 2023年12月25日
- 像做一场梦 2024年1月17日
- 我的名字在你手裡 2024年7月2日
- 刺客诀 2024年7月22日

### EP
- 延長比賽 先行予約版 2007年1月5日
- 忽然之间 吉他版 2009年7月2日
- Day Dream 2011年1月10日
- 有聲查理 2021年5月6日
- 新計劃 2017年7月30日

### サウンドトラック
| 年     | アルバム情報                                                              | 曲                                                                                     |
| ------ | ------------------------------------------------------------------------- | -------------------------------------------------------------------------------------- |
| 2006年 | 「終極一班 TV サウンドトラック」 （終極一班電視原聲帶）                   | - 「終極一班」– オープニングテーマ - 「給我你的愛」– エンディングテーマ - 「從今以後」 |
| 2006年 | 花ざかりの君たちへ オリジナル・サウンドトラック (花樣少年少女 電視原聲帶) | - 「專屬天使」 – エンディングテーマ - 「懂了」                                         |
| 2006年 | リトル・フェアリー オリジナル・サウンドトラック (天外飛仙 電視原聲帶)     | - 「千年淚」 - エンディングテーマ                                                      |
| 2007年 | 闘牛 オリジナル・サウンドトラック (鬥牛要不要 電視原聲帶)                 | - 「鬥牛要不要」                                                                       |
| 2008年 | 劉力揚我就是這樣                                                          | - 「我就是這樣」                                                                       |
| 2009年 | ToGetHer オリジナル・サウンドトラック (愛就宅在一起 電視原聲帶)           | - 「全世界都停電」                                                                     |
| 2012年 | Ella我就是…ella陳嘉樺                                                     | - 「懂我再愛我」                                                                       |
| 2013年 | らき☆すた大好きTV サウンドトラック (我愛幸運七電視原聲帶)                 | - 「如果我變成回憶」                                                                   |
| 2018年 | 喜歡 一個人                                                               | - 「可不可以」                                                                         |
| 2018年 | 溫暖的弦オリジナル・サウンドトラック (溫暖的弦 原聲帶)                    | - 「愛的正負極」                                                                       |
| 2018年 | 愛情進化論TV サウンドトラック (愛情進化論電視原聲帶)                      | - 「我在呢」                                                                           |
| 2019年 | 樂獄TV サウンドトラック (樂獄 電影原聲帶)                                 | - 「無罪之罪」                                                                         |
| 2020年 | 你的情歌サウンドトラック (你的情歌 電影原聲帶)                            | - 「你的情歌」                                                                         |

### 楽曲提供
2003年
- 古老的證明→K ONE（K ONE《We r K ONE》） 词曲
- 皇后→許紹洋（許紹洋《傻的可以》） 作曲

2004年
- 怎麼忘→周渝民（周渝民《記得我愛你》） 作曲
- 我讓你走了→潘瑋柏（潘瑋柏《Wu Ha》） 詞曲

2005年
- 天空沒有下雨→謝坤達（於環球《男丁格爾電視原聲帶》） 詞曲
- 拖延→張智成（張智成《快樂》） 作曲
- 不作你的朋友→S.H.E（S.H.E《不想長大》） 作曲
- 好人有好抱→S.H.E（S.H.E《不想長大》） 作曲

2006年
- 天亮以後→胡歌（華研《天外飛仙電視原聲帶》） 詞曲
- 愛情樹→張智成（張智成《愛情樹》） 作曲
- 非你莫屬→林依晨（華研《東方茱麗葉電視原聲帶》） 作曲
- 我們怎麼了→S.H.E（S.H.E《Forever》） 作曲
- 我有我的Young→飛輪海（飛輪海《飛輪海首張同名專輯》） 作曲
- 夏雪→飛輪海（飛輪海《飛輪海首張同名專輯》） 作曲

2007年
- 這就是愛→王心凌（王心凌《Fly!Cyndi》） 作曲

2010年
- 很安靜→飛輪海（飛輪海《太热》） 作曲

2011年
- 只看見妳→炎亞綸（炎亞綸《下一個炎亞綸》迷你專輯） 作曲

2012年
- 懂我再愛我→Ella&TANK（Ella 陳嘉樺《我就是》）作曲

2013年
- 愛…不是→孫耀威（孫耀威《愛 其實》）作曲

2016年
- 夢想家、形同陌路→田亞霍(《It's You & Elvis》)詞曲與田亞霍共同創作

2017年
- 又不是非要你的愛→曾沛慈（曾沛慈《我愛你 以上》）詞曲

2018年
- 可不可以→曾靜玟（曾靜玟《喜歡 一個人》）詞曲與曾靜玟共同創作
- 離不開→ NINE PERCENT（NINE PERCENT《TO THE NINES》）作曲

## コンサート
給我你的愛激戰漁人碼頭演唱會
| 日時         | 国・地域 | 都市   | 場所         |
| ------------ | -------- | ------ | ------------ |
| 2006年4月1日 | 台湾     | 台北市 | 淡水漁人碼頭 |

非你莫屬KUROOM萬人演唱會
| 日時         | 国・地域 | 都市   | 場所         |
| ------------ | -------- | ------ | ------------ |
| 2007年2月4日 | 台湾     | 台北県 | 板橋県民広場 |

坦克暴冲音乐会
| 日時           | 国・地域 | 都市   | 場所         |
| -------------- | -------- | ------ | ------------ |
| 2010年11日26日 | 台湾     | 台北市 | 公馆The Wall |

新計劃演唱會
| 日時           | 国・地域 | 都市   | 場所         |
| -------------- | -------- | ------ | ------------ |
| 2017年11月30日 | 台湾     | 台北市 | ATT SHOW BOX |

如果我沒有變成回憶 音樂小聚會
| 日時           | 国・地域   | 都市             | 場所                    |
| -------------- | ---------- | ---------------- | ----------------------- |
| 2018年11月22日 | マレーシア | クアラルンプール | COMMUNE SUNWAY VELOCITY |
| 2018年11月23日 | マレーシア | クアラルンプール | COMMUNE SUNWAY VELOCITY |
| 2018年11月24日 | マレーシア | クアラルンプール | COMMUNE SUNWAY VELOCITY |

NEW PLAN 公益演唱會
| 日時         | 国・地域 | 都市   | 場所             |
| ------------ | -------- | ------ | ---------------- |
| 2019年3月4日 | 台湾     | 台北市 | 角落文創展演空間 |

專屬天使 校園巡迴演唱會
| 日時          | 国・地域 | 都市   | 場所         |
| ------------- | -------- | ------ | ------------ |
| 2019年9月25日 | 台湾     | 新竹市 | 清華大学     |
| 2019年9月26日 | 台湾     | 桃園市 | 中央大学     |
| 2019年10月3日 | 台湾     | 花蓮県 | 東華大学     |
| 2019年10月4日 | 台湾     | 花蓮県 | 慈済科技大学 |

TANK吕建忠成都歌友会
| 日時          | 国・地域 | 都市   | 場所                 |
| ------------- | -------- | ------ | -------------------- |
| 2023年8月11日 | 中国     | 成都市 | 成都东区超级音乐现场 |

關於愛和勇氣，再出發 演唱会
| 日時           | 国・地域   | 都市             | 場所                             |
| -------------- | ---------- | ---------------- | -------------------------------- |
| 2023年10月14日 | 中国       | 広州市           | 广州珠江琶醍·媒棚LIVE            |
| 2023年11月4日  | 中国       | 北京市           | 本土王牌LIVE                     |
| 2023年11月25日 | 中国       | 長沙市           | 达丰空间                         |
| 2023年12月15日 | 中国       | 上海市           | 蜚声上海Phase Livehouse Shanghai |
| 2024年2月3日   | 中国       | 杭州市           | SoFun Live                       |
| 2024年5月25日  | マレーシア | クアラルンプール | Zepp Kuala Lumpur                |
| 2024年6月2日   | 台湾       | 高雄市           | 高雄LIve Warehouse               |
| 2024年6月8日   | 台湾       | 台北市           | 台北国际会议中心(TICC)           |

## 受賞歴
2006年
- 2006年着メロダウンロードランキング 1位「給我你的愛」[31]
- HITOポップミュージックアワード ボーカル新人賞[32]
- KKBOX ミュージックチャート 最優秀新人賞
- KKBOX 一番人気創作新人王[33]
- 第1回 KKBOX風雲榜 最優秀新人クリエイター賞[33]
- 第1回 KKBOX風雲榜 年間シングルトップ20 「給我你的愛」[34]
- TVB8 最優秀新人賞 銀賞[33]
- TVB8 最優秀クリエイティブアーティスト賞 銅賞[33]
- Yahoo!奇摩音楽 2006年 最も人気のある歌手トップ 10[35]
- 香港新城國語創作新勢力[36]
- 香港國語新勢力歌手[36]
- 第6回 全球華語歌曲排行榜 最優秀新人賞[37]
- 第6回 全球華語歌曲排行榜 最も人気のあるデュエット曲 金曲賞 TANK＆Selina「独唱情歌」[37]

2007年
- 第13回 全球華語音楽榜中榜 最優秀新人賞 (2006年度)[38]
- 第6回 雪碧中国原创音乐流行榜 台湾地区 最優秀新人賞[39]
- 第6回 雪碧中国原创音乐流行榜 台湾地区 最優秀ソングライター賞[39]
- 第2回 KKBOX風雲榜 年間シングルトップ10「專屬天使」[40]
- 第2回 KKBOX風雲榜 年間シングルトップ10「非你莫屬」[40]
- HITOポップミュージックアワード HITOサウンド新人賞[41]
- 新城國語力 パフォーマンス賞[42]
- 新城國語力 シンガーソングライター大賞[42]
- カナダ《2006年 加拿大至HIT中文歌曲排行榜》：全國推崇十大歌曲「給我你的愛」[43]

2008年
- 台湾 第19回 金曲奖 最優秀北京語男性歌手 及び 最優秀シングルプロデューサー (ノミネート)[44]
- 第7回 雪碧中国原创音乐流行榜 台湾地区 IN着メロ大賞「專屬天使」[45]
- 第7回 雪碧中国原创音乐流行榜 台湾地区 フライングパフォーマンス賞
- 新城國語力 シンガーソングライター大賞[46]
- カナダ《2007年 加拿大至HIT中文歌曲排行榜》：全国推崇十大歌曲「專屬天使」[47]

2009年
- A8オリジナル音楽祭2008 香港・台湾新人ソングライター賞[48]
- 沸点娱乐 人気ゴールドソング TOP10「如果我變成回憶」[49]
- 音乐先锋榜港台 パイオニア・ゴールド・ソング トップ10「如果我變成回憶」[50]
- 音乐先锋榜 2009年度 最佳先锋创作歌手[50]
- 第4回 KKBOX風雲榜 中国語シングルチャート TOP10「如果我變成回憶」[51]
- 第4回 KKBOX風雲榜 中国語アルバムチャート TOP10『第三回合』
- マレーシア《MY Astro Top 10 Pop Awards 2009》トップ20「如果我變成回憶」[52]
- マレーシア《MY Astro Top 10 Pop Awards 2009》トップ・ラブソング「如果我變成回憶」[52]

2010年
- 雪碧榜 最優秀クリエイティブ・アーティスト（台湾）[53]
- 雪碧榜 香港電台ゴールデンソング「如果我變成回憶」[53]
- 第9回 雪碧中国原创音乐流行榜 台湾地区 最優秀ソングライター賞[54]
- 第9回 雪碧中国原创音乐流行榜 港台金曲「如果我變成回憶」[54]
- 2009年度 MusicRadio中国TOP排行榜 推薦レコード賞『第三回合』[55]

2024年
- 2024年中国新音乐排行榜 最優秀オリジナルアルバム賞「我不偉大，至少我能改變我。」[56]